# من القدس إلى البحر الميت (فلم 1912)
من القدس إلى البحر الميت (بالإنجليزية: From Jerusalem to the Dead Sea) هو فيلم وثائقي صامت من إنتاج شركة كالم عام 1912 وتوزيع شركة جينيرال فيلم وإخراج سيدني أولكوت. صوّر الفيلم في فلسطين العثمانية.

## روابط خارجية
- مقالات تستعمل روابط فنية بلا صلة مع ويكي بيانات